# Cochrane (Ontario)
Cochrane – miasto w Kanadzie, w prowincji Ontario, w dystrykcie Cochrane, którego jest stolicą.
Liczba mieszkańców Cochrane wynosi 5 487. Język angielski jest językiem ojczystym dla 50,6%, francuski dla 43,8% mieszkańców (2006).